# Чечет Григорій Герасимович
Григо́рій Гера́симович Че́чет (1 грудня 1870, Каї-Кулак Бердянського повіту Таврійської губернії, нині — Токмацький район, Запорізька область — березень 1922, Запоріжжя) — один з перших українських авіаконструкторів, винахідник-самоук, винахідник літака з двигуном внутрішнього згорання.

## Біографія
У 1909 році власноручно виготовив модель аероплана «Планета» з якою поїхав до Петербурга. У 1911 році у приватній майстерні в Петербурзі за участі інженера-конструктора Миколи Ребікова та фінансиста Ушкова, збудував аероплан «ЧУР-1» (Чечет, Ушков, Ребіков) і піднявся в повітря. З 25 березня по 8 квітня 1912 брав участь у другій Повітроплавальній виставці. Деякий час брав участь у випробовуваннях літака на Комендантському аеродромі в Петербурзі. Після того як Ушков привласнив собі винахід, повернувся до Великого  Токмака, де найнявся слюсарем на механічний завод німецьких заводчиків-колоністів Фукса і Клейнера. Весь свій заробіток він витрачав на створення нового літального апарата. Каркас повітряно-вітрильного корабля конструктор зробив з бамбукових палиць. Крила і маленькі бічні поверхні, перетинки між крилами і хвостове оперення огорнув щільним тонким полотном. Планер, поставлений на колеса, передбачалося запускати буксируванням (конем) або розігнавши по похилій площині. Згодом працював на заводі «Дека» (Мотор Січ).
Помер від епідемічного висипного тифу. Похований у місті Токмак біля хутора Ігнатівка.